# 小池一夫
小池 一夫（こいけ かずお、本名及び僧号: 俵谷 星舟〈たわらや せいしゅう〉、旧名: 譲〈たわらや ゆずる〉、作詞家としての別名: 東 文彦〈あずま ふみひこ〉、1936年5月8日 - 2019年4月17日）は、日本の漫画原作者、小説家、脚本家、作詞家、作家。男性、身長183cm、血液型はB型。1976年までの筆名は小池 一雄。別筆名に小池一雄、緒塚敬吾、イゴル・キニスキー等がある。

## 人物
秋田県大仙市出身。中央大学法学部卒。大阪芸術大学キャラクター造形学科教授（学科長）、神奈川工科大学情報学部情報メディア学科教授、大阪エンタテインメントデザイン専門学校教授を歴任した。出版社の小池書院元編集長。
漫画原作作品に『子連れ狼』（画: 小島剛夕）、『御用牙』（画: 神田たけ志）、『高校生無頼控』（画: 芳谷圭児）、『修羅雪姫』（画: 上村一夫）、『クライング フリーマン』（画: 池上遼一）、『オークション・ハウス』（画: 叶精作）、小説に『乾いて候』、『夢源氏剣祭文』がある。初期の『ゴルゴ13』（さいとう・たかを）にも脚本家として関わっている。
「漫画はキャラ起てが大事だ」が信条。インパクトのあるキャラクターを動かし、世界的な謀略劇の中を鍛え上げた肉体を駆使して駆け抜けるというハッタリの効いた壮大な筋が身上。「キャラクター原論」の提唱者である。

## 経歴
1936年、秋田県大曲町（現・大仙市）に生まれる。幼少期より周囲の子供より一回り大柄で、ガキ大将だった。少年期は近所の物持ちの家に入りびたり、倉の中にあった立川文庫などの講談本や少年向けの小説などを読み、それを学校で同級生に語って聞かせる。
1955年秋田県立秋田高等学校、1959年中央大学法学部卒。中学校から大学まで剣道部に在籍する。中大在籍時は『桃太郎侍』で知られる時代小説家・山手樹一郎に師事し、小説家を目指すが断念。その後弁護士を目指すが、司法試験に三度失敗。雀荘の店員・経営または雀ゴロ、農林省、外国航路の船員、ゴルフ場勤務等の職業を経験。
1968年春、たまたま目にした『少年マガジン』に、さいとうプロダクションが原作者募集をしているのを見て、「枯れ葉の紳士録」という原稿を書き、応募。締切りを大幅に過ぎていたにも拘らず、採用される。以後、さいとうプロに所属し、『無用之介』『ゴルゴ13』などの原作に携わった後、1970年に独立、7月に『ノスパイプ戦線』（ヤングコミック）で原作者デビュー（ただし原稿依頼は『白地に黒く死の丸染めて』の方が先行しており、一時期はこれがデビュー作とされていた）。1972年には、叶精作、神江里見、小山ゆう、やまさき拓味、伊賀和洋、神田たけ志らとともにスタジオ・シップ（現・小池書院）を立ち上げ、所属メンバーのほかにも多くの実力派漫画家を作画に迎え、多数の漫画作品を発表する。遅咲きデビューからわずか数年で劇画界に一勢力を築く形となった。
1970年代は、『子連れ狼』、『御用牙』、『修羅雪姫』、『忘八武士道』など、セックスとバイオレンスに満ちたアナーキーな時代劇作品を多数発表。仕事も多忙を極め1970年代前半には、月に15本程度連載を抱えていた。また、その多くが映画化またはドラマ化され、1970年代の映画界に大きな影響を与えた。クエンティン・タランティーノ、ジョン・ウーなど、日本国外にも多くのファンを生んだ。なお、一部の映像化作品では、小池自身が脚本を担当している。漫画原作者としては先輩の梶原一騎も小池の活躍に脅威を覚え、『斬殺者』『ボディガード牙』など、セックスとバイオレンスを主題とした青年漫画誌向けの作品を書くようになった。
『子連れ狼』は1987年と、最も早い時期にアメリカで出版され、成功を収めた数少ない日本漫画の一つであり、今日の日本漫画ブームの草分けとなった。アメリカン・コミックの巨匠であるフランク・ミラーは『子連れ狼』の大ファンであり、ダークホース社から出版された『子連れ狼』アメリカ版の表紙絵を描いている。小池劇画はアメリカン・コミックスにも影響を与えたとされ、2001年のアイズナー賞受賞以降、アメリカに於ける多くの受賞がそのことを裏付けている。興行収入が1億ドルを超える大ヒットを記録した2002年のハリウッド映画『ロード・トゥ・パーディション』は、『子連れ狼』をモチーフにしている。
1980年代以降は、時代の変化もあり、刺激を弱め、週刊少年サンデーでキャリア唯一の少年誌ラブコメ『ラブZ』（1982年）を発表するなど、娯楽性を主にした作品に作風を切り替えた。1984年には、雑誌『週刊サンケイ』に初の小説『乾いて候』を連載開始し、小説家としてもデビュー。
後進の育成にも力を入れ、1977年に「小池一夫劇画村塾」を開設。出身者に高橋留美子、原哲夫、板垣恵介、山口貴由、山本貴嗣、堀井雄二、さくまあきら、西村しのぶ、山本直樹らがいる。
2000年に大阪芸術大学芸術学部映像学科の教授に招聘され、『小池一夫のキャラクター原論』を上梓。2001年、同大学にて漫画家養成を目的とした「小池一夫ゼミ」第一期をスタート。主な小池ゼミ出身者としては椎橋寛、森橋ビンゴ、田雑芳一、宮本和也、険持ちよ、矢寺圭太、篠丸のどからがいる。2002年、同学部文芸学科長。2005年、同大学でキャラクター造形学科の開設に尽力し、同学科長に就任。佐藤健太郎、金田陽介、鳴海アミヤらを輩出している。2009年、同大学を退任。
2003年、「小池一夫劇画村塾」の後継となるプロ養成漫画塾「小池一夫塾」を新宿にある映像テクノアカデミア内に開講。この頃から過去の劇画村塾と違い、既にプロとして活動していた作家が入塾する傾向が生じ、「小池一夫塾」には山崎紗也夏、ナカタニD.、安藤満、ゆずはらとしゆき、おおひなたごうらが在籍していた。同時期、『子連れ狼』の続編となる『新・子連れ狼』も連載開始した。2006年、「小池一夫塾」と入れ替わる形で劇画村塾を再開（東京第9期、大阪第1期）。2007年、同塾、東京第10期、大阪第2期をスタート。同年9月、劇画村塾を株式会社化（その後同社は社名を株式会社MANGARAK / マンガラク / 漫画楽；社長 金田直己（金徳吉）に変更）するも、2009年に同社と訣別。2011年4月、独自の講座「キャラクターマンWEB講座」を開講し、同年11月には創作ブランド「小池工房」を設立していた。
2005年、生まれ故郷である秋田県大仙市に百歳寓という別荘を設けたが、晩年、事業の失敗に伴い、売却された。
日本文藝家協会・日本映像学会・日本アカデミー賞協会の会員。星野仙一新仙組総長、阪神タイガース金本知憲後援会会長。
2019年4月17日、肺炎のため東京都内の病院で死去。82歳だった。

## 特徴・交友関係・その他
原作の特徴
小池の出自は時代小説家・山手樹一郎門下だが、山手が映像化作品の多い大衆小説家で、姉弟子の平岩弓枝も小説家と並行でテレビドラマや演劇の脚本家として活動していたことから、従来、主に小説家の副業である原作で用いられた小説形式（少年小説家出身の梶原一騎はこちらの書き方で、しかも、講談調の文体である）ではなく、漫画のネームに直しやすい、映画脚本でよく見られる「ト書き」で書かれている。デビュー当時から企画プロデューサー志向が強かったことから、打ち合わせもほとんど不要で多作をこなす。さらに原作料は当時の第一人者・梶原一騎の半分から四半分と安価。その上、ヒット率も高いとあり、1970年代前半、小池は青年漫画誌を中心に地位を確立していく。
小池の原作と上村一夫
前述の通り、小池の原作は映画脚本を意識し、ト書きの欄外に細かい演出の指示や図解が書き込まれているもので、改変の余地が少なく、締め切り間近で時間的余裕が無いという事情もあり、作画家側の演出が入ることは稀であった。そんな中で『修羅雪姫』や『バーボン警察』で組んだ上村一夫は特別扱いであり、小池の方でも上村を高く評価しており、「相手は上村だから」ということで特に問題ともしなかった。また、小池は梶原と比較すると、原作を自分流で通すのではなく、作画家の個性に合わせて組み立てる手法を採っており、小池・上村が初めて組んだ作品『修羅雪姫』では主人公をマッチョな男性ではなく、女性としている。上村は1986年に45歳の若さで他界するが、小池は上村を親友と呼ぶ。
セックスとバイオレンス
小池作品はセックスとバイオレンスが多い。小池は「劇画というのは、それ（裸）を見せるからこその劇画なんですよ。語ることではなく見せること」（大西祥平『小池一夫伝説』p.225より引用）と語る。曰く、忍者同士がただ闘っていても読者は楽しくないとの由である。また、男性主人公を多くの女性が愛するハーレム展開も多い。これは小池に言わせれば男の夢と言うものであり、読者へのサービスである。同時にこれは、ドラマの中での一休みといった要素でもあるという。また、初期作品の『ゴルゴ13』第3話「バラと狼の倒錯」や『ザ・テロル』（作画:江波じょうじ）から晩年に至るまで、特定対象へのセックス依存症を引き起こすコカ系アルカロイドの「0号催淫麻薬（アトモヒ）」という小道具を多用していたが、架空の薬物である。
現代劇においてはさすがに自粛していたが、時代劇（乾いて候、御用牙（沖同心編））においては、14歳程度の少女忍者を主人公の愛人兼パートナーとし、少女との描写も激しく描いている。ただし、時代が厳しくなってからは描かなくなっていった。
ン ツ
小池は通常ひらがなの「ん」であるべきところに、カタカナの「ン」を、同様に「っ」には「ッ」を用いることが非常に多い。また「おれ」「おまえ」などの代名詞に圏点が打たれる場合も良く見られる。これはいわゆる「ぎなた読み」を避けるための工夫である。また小池によれば、漫画では文字も、絵の一部、言わば「字画同一」なのである。傍点や「ン」を用いることで読者が読みやすくなるのである。というのが小池の主張である。なお、これは1972・1973年頃から見られる傾向である。また、名詞が代名詞的な用い方をされている場合や、言葉に特定のニュアンスを持たせたい場合も、ひらがな表記にして傍点を打つ。そのほか、勃起は「エレクチオン」と表記されることが多い。
百八竜
『クライングフリーマン』連載時（1986年 - 1988年）、小池は香港の青幇からの呼び出しを受けた。同作に登場するマフィア「百八竜」は小池が「百八の煩悩」から名付けた架空の組織だが、香港に同名の青幇が実在していたのである。高輪プリンスホテルのスイートルームで行われた対話は、ビッグコミックスピリッツ編集長・白井勝也の意向で、小池が一人で行くことになったが、意外にも脅迫的な内容ではなく、作品をなかなか面白いと評価され、高級時計をプレゼントされるなど友好的なものであった。その後もしばらく「百八竜」との関係が続いたという。ただし、このお陰で以後「百八竜」を悪の組織として描写できなくなってしまい、大いに構想が狂ってしまった。
なお、百八竜以外にも『マギー's犬』や『デュエット』で「殺人教団サッグ」という組織が描かれているが、これは、かつてインドに存在した強盗殺人を専らとする秘密結社「タギー」を元にしている。

ゴルフ場勤務の経験があったことから、ゴルフへの造詣も深い。「至美（しび）ゴルフ」は、TBSテレビ「小池一夫の至美ゴルフ」・サンテレビ「週刊至美ゴルフ」・広島テレビ「小池一夫のシビ・ゴルフ広島奮戦記」として、テレビ化（TBSとサンテレビはほぼ同時期に放送）されている。なお、同名番組だが、内容はそれぞれ全く異なり、また、ゴルフに関する情報をまとめたもので、原作となった劇画とは大きく異なる。また、1987年にはゴルフ雑誌『アルバトロス・ビュー』を創刊する。かつて雀荘勤務経験や雀ゴロ経験もあるため、麻雀は強く、阿佐田哲也とも何度も対戦している。居合道にも精進して、自分が写真モデルを務めた教習本を出版したこともある。また、茶道の入門書も監修している。
小池によれば、スタジオ・シップの立ち上げに参画した叶精作、神江里見、小山ゆう、やまさき拓味、伊賀和洋、神田たけ志らは、小池がさいとうプロから引き抜いたのではなく、彼らの方から小池についてきたとのことである。実際、小山とやまさきは山本又一朗の誘いで別個にオリオンプロとして独立しており、後にオリオンプロごとスタジオ・シップへ合流した経緯がある。当時、小池をアシスタントの一人と思っていたさいとうは激怒し、さいとうがビッグコミック、小池はビッグコミックから枝分かれしたビッグコミックオリジナル、スピリッツ、週刊ポストという形で、小学館では20年以上棲み分けることになった。しかし、後に漫画家ゴルフコンペに共に参加するなど、ある程度の関係改善が行われ、小池もビッグコミックで『花縄』を連載した。
『赤い鳩』や『連環日本書紀』では日猶同祖論を展開した。日本語の「辱める」とヘブライ語の「ハズカシューム」は同義語だそうである。劇画村塾や大学の講義でもこの話題に脱線すると、なかなか本題に戻らなかった。『赤い鳩』の連載時、いくつかの宗教団体や右翼などから「嘘を書くな」と小学館に抗議が殺到した。右翼からも「ピストル撃ちますよ」という内容の脅迫電話が編集部にあり、連載を中止した。
長嶋茂雄と非常に仲が良く、大阪芸術大学に招いて講演を依頼し、劇画村塾の会社組織化パーティーでも祝いに駆けつけている。他にも星野仙一、孫正義、『乾いて候』テレビドラマ版や『子連れ狼 その小さき手に』で主演を務めた田村正和などの人脈があるが、2004年の『勝ちたいんや!―劇画・星野仙一物語』で星野から池口恵観を紹介された頃から、劇画村塾の株式会社化や壱岐の高級リゾートホテル「海里村上」の経営に乗り出すなど、大規模な事業拡大を始める。また、小泉政権時代より政府の「知的財産戦略本部」に参加しており、この時期は「知的財産」に関する講演も多かった。
1990年代に水声社から刊行された『マンガ地獄変』シリーズ（1970年代のアナーキーな漫画を再評価するムック）が、第4巻で小池を取り上げる予定だったが、原稿は集まっていたにも拘らず、担当編集者がビバ彦として知られる「モー娘オタク」になり、「モー娘ファン活動」に多忙となったため、同書は刊行されなかった。『マンガ地獄変』シリーズに執筆していた漫画評論家の大西祥平が、映画雑誌『映画秘宝』において、2004年から2011年にかけて、小池へのインタビューも含めた小池漫画論「小池一夫伝説」を連載し、2011年11月に洋泉社から単行本化されている。
晩年は前述の事業拡大が失敗し、劇画村塾株式会社（現：株式会社MANGARAK / マンガラク / 漫画楽 / 社長：金田直己（金徳吉））とも訣別、小池書院の経営も悪化したことから、複数の金銭問題を起こしており、その影響から2009年に日本経済新聞で連載を始めた『結い 親鸞』は第2話以降休載となった。以後は健康状態の悪化もあって漫画原作を手掛けることは少なくなり、最晩年はTwitter上での発言を元にしたエッセイ集などを刊行していた。
堀井雄二は、小池からハリウッド版『子連れ狼』のアニメ制作という名目で、著名な弟子たちに連絡があり、1000万円を「投資」として渡したが、返金されなかったと証言している。生徒に対して寸借詐欺を働いたとの報道もあり、田中圭一は小池を告発する内容の漫画を制作していることを度々報告していたが、2019年、小池の死去を受けて告発漫画の発表を取り止めることを公表した。
なお、小池書院は2016年11月、破産処理を開始しているが、小池一夫の原作作品のうち7作品について、小池書院の後継会社となる株式会社小池一夫作品普及会は自社のHPで、小池一夫の著作権のうち「子連れ狼」「忘八武士道」「首斬り朝」「修羅雪姫」「オークションハウス」「御用牙」「盗撮影手パパラッチ」の7作品について著作権を所有しており、日本国内において、他社に対し独占的利用権及び、それに付帯するいかなる利用権も、一切許諾をしておりませんと公開をしている。

## 受賞
- 1972年 京都市民映画祭新人賞（映画『子連れ狼』のシナリオに対し）
- 1974年 少年画報社第3回劇画賞受賞
- 1974年 コロムビアゴールデンディスク賞・ゴールデンヒット賞受賞（作詞）
- 1975年 テイチクヒット賞（作詞）
- 1981年 第27回（昭和56年度）小学館漫画賞特別賞受賞（『魔物語などの原作活動』に対し）
- 2001年 アイズナー賞（米）最優秀国際作品部門「子連れ狼」
- 2002年 ハーヴェイ賞（米）「子連れ狼」
- 2004年 アイズナー賞 漫画家の殿堂入り
- 2004年 ジェム・ダイアモンド賞（米） MANGA TOP OF THE YEAR（2004）「首斬り朝」
- 2004年 アクサテュール賞（スペイン）「子連れ狼」
- 2006年 インクポット賞（米）（アメリカ漫画界に貢献したため）
- 2008年 ジャパンエキスポ（仏）審査員特別賞

## 連載作品リスト

### 晩年の作品
休載扱い
- 結い 親鸞（作画・鈴木敏太、日本経済新聞）第2回以降休載

連載終了
- 帰れソレントへ（絵師・天野喜孝、ストレンジャーソレント）
天野の絵に小池が後から物語をつけるという形式で制作されている。
- 九ノ一 千代女（作画・カマキリ、松文館、電子配信）
- 地獄楽まんだら（作画・これかわかずとも、ガッツポン、ストレンジャーソレント）

連載中断
- 竜剣～大菩薩峠・第2章（作画・ふくしま政美、原作小説中里介山、松文館、電子配信）
- 死なばもろともに?信長と家康（作画・南恵夢、「戦国無頼」）
- マジョンナ〜私は魔女医（作画・架空まさる、松文館、電子配信）
- 百々の拷問蔵（作画・神田たけ志、松文館、電子配信）
- 飛び加藤（作画・桃尻三郎、松文館、電子配信）
- 魔法少女三満月美々のQED （作画・関沢このか、ニコニコ静画、電子配信）
- 修羅雪姫・修羅八荒編（作画：池上遼一）
- そして - 子連れ狼 刺客の子（作画・森秀樹、ガッツポン）
- 新・弐十手物語 つるじろう （作画・神江里見、ガッツポン）

### 完結作品
小島剛夕の作画による作品
- 子連れ狼（週刊漫画アクション 1970年9月10日号〈No.38〉〜1976年4月1日号〈No.15〉）
- 道中師
- ケイの凄春（週刊漫画アクション）
- 半蔵の門 (週刊現代 1978年9月14日号〜1984年8月11日・18日合併号)
- 首斬り朝（週刊現代）
- 春が来た
- 孔雀王伝奇
- 乾いて候
- 激突
- 孫悟空

芳谷圭児の作画による作品
- 高校生無頼控（週刊漫画アクション 1971年7月22日号〈No.30〉〜1973年6月7日号〈No.24〉）
- ぶれいボーイ〈無礼男子〉（週刊漫画アクション 1973年11月22日号〈No.53〉〜1975年1月2日号〈No.1〉）
- カニバケツ
- 学校の探偵
- シビゴルフ 青筋立てて（週刊ポスト 1981年7月～1985年10月）
- 小池一夫のザ・シビゴルフ（サンデー毎日 1986年9月～1987年4月）
- 小池一夫の至美・ゴルフ（アルバトロス・ビュー 1987年4月～1991年2月）
- 至美ゴルフインテリジェンス（ビジネスインテリジェンス 1989年7月～1991年2月）
- 黒い雀たちの神話

叶精作の作画による作品
- クレオパトラ
- 横浜ホメロス
- 実験人形ダミー・オスカー
- 魔物語 愛しのベティ
- 牌鬼無頼 ボクは殺曲家
- マギー's犬
- からぁ怒
- BROTHERS-ブラザーズ
- ゴルフ幼稚園
- オークション・ハウス
- キンゾーの上ってなンボ!!（週刊サンケイ 1984年9月6日号～1986年7月31日号）
- 新上ってなンボ!!太一よ泣くな（アルバトロス・ビュー 1987年4月～2004年1月）
- 新々上ってなンボ!!太一よ泣くな（アルバトロス・ビュー 2004年1月～2009年10月）
- 凶刃者/ブレイダー
- 下駄を履くまで
- 劇画大噴火

池上遼一の作画による作品
- 傷追い人
- I・餓男
- 赤い鳩
- OFFERED
- クライングフリーマン
- 殺愛

平野仁の作画による作品
- 青春の尻尾
- 少年の町ZF（1976年）
- サハラ 女外人部隊（ビッグコミックオリジナル 1978年 - 1979年）
- ノストラダムス愛伝説
- 飛ばしてなんボ 猛がチャージ

やまさき拓味の作画による作品
- 青春動物園 ズウ（1978年）
- ラブZ

伊賀和洋の作画による作品
- 男弐 (おに) (ビジネスジャンプ 1986年5号 - 1990年8号)
- レイザー
- 将軍のボディーガード
- 涙弾（るいだン）
- 哀国戦争

神田たけ志の作画による作品
- 御用牙（少年画報社 ヤングコミック 1970年10月〜1976年12月）

松森正の作画による作品
- 木曜日のリカ
- 海渡勇次郎伝 拳神
- 片恋さぶろう

井上紀良の作画による作品
- デュエット
- マッド★ブル34（1985年7月〜1991年2月）
- 連環日本書紀
- マッド・ブル2000
- 星の艦 あきらめなければいつかは乗れる

森秀樹の作画による作品
- 花縄
- 新・子連れ狼（2003年）

神江里見の作画による作品
- 弐十手物語
- 青春チンポジュウム
- 気怠く彦次郎 ラブホテル女子高生殺人事件編
- 藤堂高虎伝 虎視眈々 戦国の世を生き抜いた武将
- 忘れ苦兵衛
- 下苅り半次郎

ケン月影の作画による作品
- 葬流者
- 断頭鬼
- 巌窟王

川崎のぼるの作画による作品
- ムサシ（1974年）
- 長男の時代（1980年）
- 勝ちたいんや!―劇画・星野仙一物語（2004年）

著名漫画家との作品
- 書記官鳥（セクレタリー・バード） 1970年（画：モンキー・パンチ）
- カラスなぜ鳴く 1970年（画：石井いさみ）
- 海鳴りがやむとき 1970年（画：里中満智子）
- 燃えよ番外兵 1971年（画：矢口高雄）
- 牙走り 1972年（画：ながやす巧）
- 修羅雪姫 1972年（画：上村一夫）
- だんびら嵐 1972年（画：かざま鋭二）
- 唇役にございます 1973年（画：楳図かずお）
- 空中不動産や 1977年（画：本宮ひろ志）
- 多羅尾伴内 1977年（画：石ノ森章太郎）
- 兎が走る 1979年（画：弘兼憲史）
- 花平バズーカ 1979年（画：永井豪）
- 第五世代のキャッシー 1982年（画：野部利雄）
- 兎の玉三郎 2002年（画：大島やすいち）
- 夢源氏剣祭文 2006年（画：皇なつき）

## 著作リスト
漫画以外 - キャラクター造形学
- 「キャラクターはこう動かす!」小池書院（2000年3月） ISBN 4883155331
- 「キャラクターはこう創る!」小池書院（2000年3月） ISBN 4883155323
- 「キャラクターはこう活かす!―スーパーキャラクターを創ろう」小池書院（2001年6月） ISBN 4883155544
- 「大阪芸術大学 小池一夫のキャラクター造形学」大阪芸術大学（2006年12月） ISBN 486225070X
- 「人を惹きつける技術―カリスマ劇画原作者が指南する売れるキャラの創り方」講談社＋α新書（2010年1月）ISBN 978-4062726344
- 「小池一夫のキャラクター新論 ソーシャルメディアが動かすキャラクターの力」小池書院（2011年5月）ISBN 978-4862257024
- 「ホット&クール! ローソンのソーシャル・キャラクター戦略」小池書院（2013年6月）ISBN 978-4862259387
- 「小池一夫のキャラクター創造論 -読者が「飽きない」キャラクターを生み出す方法」ゴマブックス（2016年7月） ISBN 978-4777118403
- 「リドル×ドリル 小池一夫のキャラクターメソッド」グラフィック社（2016年9月）ISBN 978-4766129786

漫画以外 - エッセイなど
- 「小池一夫のつぶやき集 年寄りは弱虫なンかがなれるもンじゃねえ日記」（ツイッターつぶやき集）小池書院（2012年9月）ISBN 978-4862258588
- 「狼の夜話 俺、劇画、40年」（自伝エッセイ）小池書院（2012年12月）ISBN 978-4862258854
- 「小池一夫対談集 〜キャラクター60年」（対談集）小池書院（2013年8月）ISBN 978-4862258656
- 「「孤独」が人を育てる 小池一夫名言集」講談社＋α新書（2015年6月）ISBN 978-4062729024
- 「ふりまわされない。 小池一夫の心をラクにする300の言葉」ポプラ社（2016年12月）ISBN 978-4591152829
- 「人生の結論」朝日新書（2018年8月）ISBN 978-4022737823
- 「だめなら逃げてみる: 自分を休める225の言葉」ポプラ社（2018年10月）ISBN 978-4591160060
- 「自分のせいだと思わない　小池一夫の人間関係に執着しない233の言葉」ポプラ社（2019年9月11日) ISBN 978-4591163986

## 映像化作品
映画化作品
- 『子連れ狼 子を貸し腕貸しつかまつる』（1972年1月15日公開、勝プロ＝東宝） - 原作・脚本。
  - 『子連れ狼 三途の川の乳母車』（1972年4月22日公開、勝プロ＝東宝） - 原作・脚本。
  - 『子連れ狼 死に風に向う乳母車』（1972年9月2日公開 、勝プロ＝東宝） - 原作・脚本。
  - 『子連れ狼 親の心子の心』（1972年12月30日公開、勝プロ＝東宝） - 原作・脚本。
  - 『子連れ狼 冥府魔道』（1973年8月11日公開、勝プロ＝東宝） - 原作・脚本。
  - 『子連れ狼 地獄へ行くぞ!大五郎』（1974年4月24日公開、勝プロ＝東宝） - 原作。

- 『高校生無頼控』（1972年11月26日公開、国際放映＝東宝） - 原作。
  - 『高校生無頼控 突きのムラマサ』（1973年4月7日公開、国際放映＝東宝） - 原作・脚本。
  - 『高校生無頼控 感じるゥームラマサ』（1973年6月23日公開、国際放映＝東宝） - 原作。

- 『御用牙』（1972年12月30日公開、勝プロ＝東宝） - 原作・脚本。
  - 『御用牙 かみそり半蔵地獄責め』（1973年8月11日公開、勝プロ＝東宝） - 原作。
  - 『御用牙 鬼の半蔵やわ肌小判』（1974年2月9日公開、勝プロ＝東宝） - 原作。

- 『ポルノ時代劇 忘八武士道』（1973年2月3日公開、東映） - 原作。
  - 『忘八武士道 さ無頼』（1974年2月2日公開、東映） - 原作。

- 『修羅雪姫』（1973年12月1日公開 、東宝） - 原作。
  - 『修羅雪姫 怨み恋歌』（1974年6月15日公開 、東宝） - 原作。

- 『鬼輪番』（1974年2月9日公開、東宝） - 原作。
- 『下苅り半次郎 (秘)観音を探せ』（1975年1月29日公開 、東映） - 原作。
- 『多羅尾伴内』（1978年4月8日公開、東映） - 劇画。
  - 『多羅尾伴内 鬼面村の惨]』（1978年8月12日公開、東映） - 劇画。

- 『ザ・ウーマン』（1980年11月22日公開、東宝東和） - 企画。
- 『愛しのベティ 魔物語』（1986年7月19日公開、東映セントラルフィルム） - 原作・総監督。
- 『子連れ狼 その小さき手に』（1993年2月6日公開、松竹） - 原作・製作。
- 『クライング・フリーマン Crying Freeman』（1996年11月23日公開、東映） - 原作。
- 『修羅雪姫』（2001年12月15日公開、東京テアトル） - 原作。

ドラマ化作品
- 『無用ノ介』（1969年3月1日〜9月20日放送：全19話、NTV） - 脚本。
- 『子連れ狼』《第一部》（1973年4月1日〜9月30日放送：全27話、NTV） - 原作。
  - 『子連れ狼』《第二部》（1974年4月7日〜9月29日放送：全26話、NTV） - 原作。
  - 『子連れ狼』《第三部》（1976年4月4日〜9月26日放送：全26話、NTV） - 原作・脚本。

- 『現代鬼婆考・殺愛』《サスペンスシリーズ》（1973年9月28日放送、MBS） - 脚本。
- 『電人ザボーガー』（1974年4月6日〜1975年6月29日放送：全52話、フジテレビ） - 原案。
- 時代劇スペシャル（フジテレビ）
  - 『傘次郎・新子捕物日記 夫婦河童（めおとがっぱ)』（1981年6月26日放送） - 原作『首切り朝』『畳捕り傘次郎』
    - 『傘次郎・新子捕物日記 夫婦十手・豪商六人衆連続殺人事件』（1982年6月4日放送） - 同上

  - 『お毒味役主丞・乾いて候』（1983年6月17日放送） - 原作。
    - 『乾いて候 お毒味役必殺剣』（1984年1月26日放送） - 原作。

  - 『御用牙』（1984年2月16日放送） - 原作。
  - 『子連れ狼』（1984年3月1日放送） - 原作。

- 木10枠（フジテレビ）
  - 『弐十手物語』（1984年4月12日〜7月12日放送：全13話） - 原作。
  - 『乾いて候』※第3弾（1984年8月23日〜9月27日放送：全6話） - 原作。

- 『刀化粧』《火曜ビッグシアター 時代劇スペシャル》（1989年9月12日放送、TBS） - 原作。
- 秋の時代劇スペシャル（ANB）
  - 『子連れ狼 冥府魔道の刺客人・母恋し大五郎絶唱!』《秋の時代劇スペシャル》（1989年10月5日放送） - 原作。
  - 『豪剣!賞金稼ぎ 無用ノ介 二つの顔のお尋ね者・修羅街道に美女七人』（1990年10月8日放送） - 原作。

- 『ゴルフ・スーパードラマ キンゾーの上ってなンボ!!』《名古屋テレビ開局30周年記念》（1991年11月5日放送、NBN） - 原作。
- 『胸さわぎの15才（フィフティーン）』（1992年10月2日〜12月18日放送：全12話、KTV） - 原作『青春チンポジュウム』
- 『乾いて候 母は生きていた!?その背後に潜む陰謀を田村三兄弟が斬る!!』※第4弾（1993年4月7日放送） - 原作・題字。
- 『御用牙』（2004年3月6日放送、時代劇専門チャンネル） - 原作。1994年にフジテレビ放送用に製作されていた地上波未放送作品。
- 『春が来た』《金曜時代劇》（2002年9月27日〜11月1日放送：全6話、NHK） - 原作。
- 『子連れ狼』《第一部》（2002年10月14日〜12月9日放送：全9話、テレビ朝日） - 原作。
  - 『子連れ狼』《第二部》（2003年7月7日〜12月15日放送：全19話、テレビ朝日） - 原作。
  - 『子連れ狼』《第三部》（2004年7月5日〜9月13日放送：全10話、テレビ朝日） - 原作。

オリジナル・ビデオ・アニメ(OVA)化作品
- 『花平バズーカ』（1992年9月4日発売、日本クラウン） - 原作。
- 『Cryingフリーマン』《ACT1-5・完結篇》（1986年～1994年、バンダイビジュアル）- 原作

Vシネマ化作品
- 『道中師〜怨み掏ります 恋も掏ります〜』（1995年10月25日発売、キングレコード株式会社） - 原作。

## 作詞
- マジンガーZ
  - Zのテーマ（歌：水木一郎）
  - マジンガーZ（歌：水木一郎）
  - ぼくらのマジンガーZ（歌：水木一郎、コロムビアゆりかご会）
- グレートマジンガー
  - おれはグレートマジンガー（歌：水木一郎、コロムビアゆりかご会）
  - 勇者はマジンガー（歌：水木一郎、コロムビアゆりかご会）
- 電子戦隊デンジマン
  - ああ電子戦隊デンジマン（歌：成田賢）
  - デンジマンにまかせろ!（歌：成田賢）
- 大戦隊ゴーグルファイブ
  - 大戦隊ゴーグルV（歌：MoJo、こおろぎ'73、ザ・チャープス）
  - ストップ・ザ・バトル（歌：MoJo、こおろぎ'73、ザ・チャープス）
- 科学戦隊ダイナマン
  - 科学戦隊ダイナマン（歌：MoJo、こおろぎ'73）
  - 夢をかなえてダイナマン（歌：MoJo、こおろぎ'73）
- 子連れ狼
  - ててご橋（歌：バーブ佐竹、コロムビアゆりかご会）
  - 子連れ狼（歌：橋幸夫、若草児童合唱団）
  - 刺客街道
  - おねやれ大五郎
  - 三途の川の乳母車
  - 大五郎子守唄
  - 毒屋の子
- 修羅の花（映画『修羅雪姫』主題歌、映画『キル・ビル』挿入歌）
- 五街道まっしぐら!
  - いっしょに小石を拾いませんか（歌：ほりえみつこ）

## テレビ出演
- 小池一夫の至美ゴルフ（TBS）
- 小池一夫の週刊至美ゴルフ（サンテレビ）
- れんまん!（NHK）
- 子連れ狼 第3部第1話「父と子、最後の旅路！生きるのだ…大五郎」 特別出演（2004年7月5日、テレビ朝日）- 柳生烈堂の家来役で無言で出演
- 小池一夫のニコニコキャラクター塾（ニコニコ生放送）
- ワイドナショー（2014年6月22日、フジテレビ）- コメンテーター
- 探検バクモン「襲来！マンガ界の巨人」（2014年9月3日、NHK）- 大阪の学校で原作の秘策と文字のこだわり、キャラを立てる大切さを話す